# Bruno Mascarenhas
Bruno Miguel Mascarenhas Antunes (* 16. Juli 1981 in Lissabon) ist ein ehemaliger italienischer Leichtgewichts-Ruderer.

## Sportliche Karriere
Mascarenhas, der 1991 mit seinen Eltern von Portugal nach Italien zog, gewann bei den Junioren-Weltmeisterschaften 1999 den Titel im Zweier mit Steuermann. In der gleichen Bootsklasse, aber bei den Leichtgewichtsruderern, siegte er 2002 bei der U23-Weltregatta. Bei den Weltmeisterschaften 2002 gewann er in der Erwachsenenklasse mit dem Vierer in der Besetzung Lorenzo Bertini, Catello Amarante, Salvatore Amitrano und Bruno Mascarenhas die Silbermedaille hinter den Dänen. Im Jahr darauf siegten bei den Weltmeisterschaften 2003 die Dänen vor den Niederländern, die vier Italiener ruderten als Dritte ins Ziel. Ebenfalls Bronze gewann der italienische Vierer bei den Olympischen Spielen 2004 in Athen, diesmal hinter den Dänen und den Australiern. 
2005 wechselten Amarante und Amitrano in den Leichtgewichts-Zweier ohne Steuermann, dafür rückten Salvatore Di Somma und Elia Luini in den Vierer. Bei den Weltmeisterschaften 2005 siegten die Franzosen vor den Iren, die Italiener erruderten auch in der neuen Besetzung die Bronzemedaille. Nach einem vierten Platz 2006 gewann der italienische Leichtgewichts-Vierer bei den Weltmeisterschaften 2007 wieder Bronze in der Besetzung Jiri Vlcek, Catello Amarante, Salvatore Amitrano und Bruno Mascarenhas. Die britischen Weltmeister und die französischen Vizeweltmeister traten bei den Europameisterschaften 2007 nicht an, der italienische Vierer gewann den Titel vor den Serben. Im Jahr darauf folgte der siebte Platz bei den Olympischen Spielen in Peking. Seinen einzigen Weltmeistertitel gewann Bruno Mascarenhas 2009 im Leichtgewichts-Achter. 2010 folgte mit dem Achter Gold bei den Europameisterschaften und Bronze bei den Weltmeisterschaften. 2011 trat Mascarenhas noch einmal im Ruder-Weltcup an, beendete aber dann seine internationale Karriere.